# 弗里德里希·迪伦马特

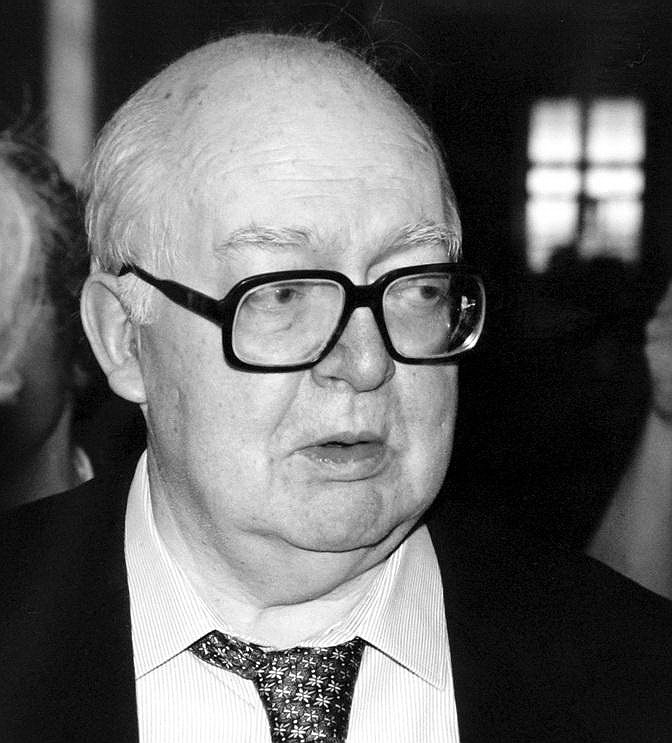
1989年的迪伦马特

弗里德里希·迪伦马特（德語：Friedrich Dürrenmatt，1921年1月5日—1990年12月14日），瑞士剧作家，小说家。

## 早年
迪伦马特出生于瑞士伯尔尼州西南的科諾爾芬根。父亲瑞恩豪德·迪伦马特是位牧师，母亲赫尔达也是位虔诚的新教徒。在父母的影响下，迪伦马特从小就读到很多圣经故事和英雄传说，同时也对基督教产生了叛逆心理。他曾和姐姐一起向一位乡村画家学习绘画，画大洪水和瑞士古战场，后来他回忆到这最早的艺术体验一直影响着他的创作。1935年迪伦马特全家移居伯尔尼，进入当地的基督教中学。1939年因成绩不好未能高中毕业，开始逃避学校生活，常在咖啡馆里读莱辛和尼采的著作来消磨时光。
1941年他获得了高中毕业证书，尝试考入艺术学院学习绘画，考官没有录取他，反而建议他父母送他到伯尔尼大学学习德国文学。1942年夏天接受短期的军事训练，但因为视力不佳而复员，转到苏黎世大学继续学习两个学期。其间他结识了画家沃尔特·约纳斯walter jonas，进入了艺术家的圈子。圣诞节前夜，迪伦马特参加圣诞晚宴的路上看到了剧作家毕希纳的纪念碑，他有所感触，在咖啡馆里匆匆写了几十字，后来发展成他的第一个短篇小说《圣诞夜》。1943年秋天的一场大病让迪伦马特回到了伯尔尼大学就读哲学专业，期间曾为苏黎世的《世界周报》担任戏剧和美术编辑。
迪伦马特本应在1946年提交自己关于克尔凯郭尔的毕业论文，但他选择了退学，以自己的第一个剧本《写在书上》替代了毕业论文。同年他与女演员洛蒂·吉斯勒结婚。1947年他以再洗礼派在明斯特的反抗为主题的剧本《写在书上》在苏黎世首演，取得一定成功，但随后的《盲人》反响平平。日渐加重的生活压力让他放弃了严肃风格的历史剧的创作，开始写带有讽刺和戏谑风格的喜剧、广播剧甚至酒店歌舞表演剧本维持生计。
1949年4月迪伦马特的第一部喜剧，“非历史的历史剧”《罗慕洛斯大帝》上演，该剧取材于西罗马帝国覆灭前夜的历史，但是对西罗马帝国的最后一位皇帝罗慕路斯·奥古斯都的性格进行了艺术虚构，把他塑造了一个漠然于政治，认定自己用政治上的无所作为促进了历史发展的人物形象，指明人类历史荒诞的一面。该剧演出后获得了巨大的成功，迪伦马特也将其视为自己最喜欢的创作之一，直到1980年代还在重订这部剧作。
迪伦马特接下来写的剧本《密西西比先生的婚姻》在上演时遇到了阻碍，由于剧本涉及到了宗教狂和通奸等主题，瑞士的各大剧院都拒绝接收，只能在德国首演，获得欢迎，这使迪伦马特抱厚望于之后的《天使来到巴比伦》这个剧本，该剧的背景为古巴比伦王国，以寓意的手法强调人只有依靠自己才能获得幸福，鄙视财富和权势。但观众反应平平，这一打击让迪伦马特暂时离开了剧场，专心小说的创作。

## 小说创作

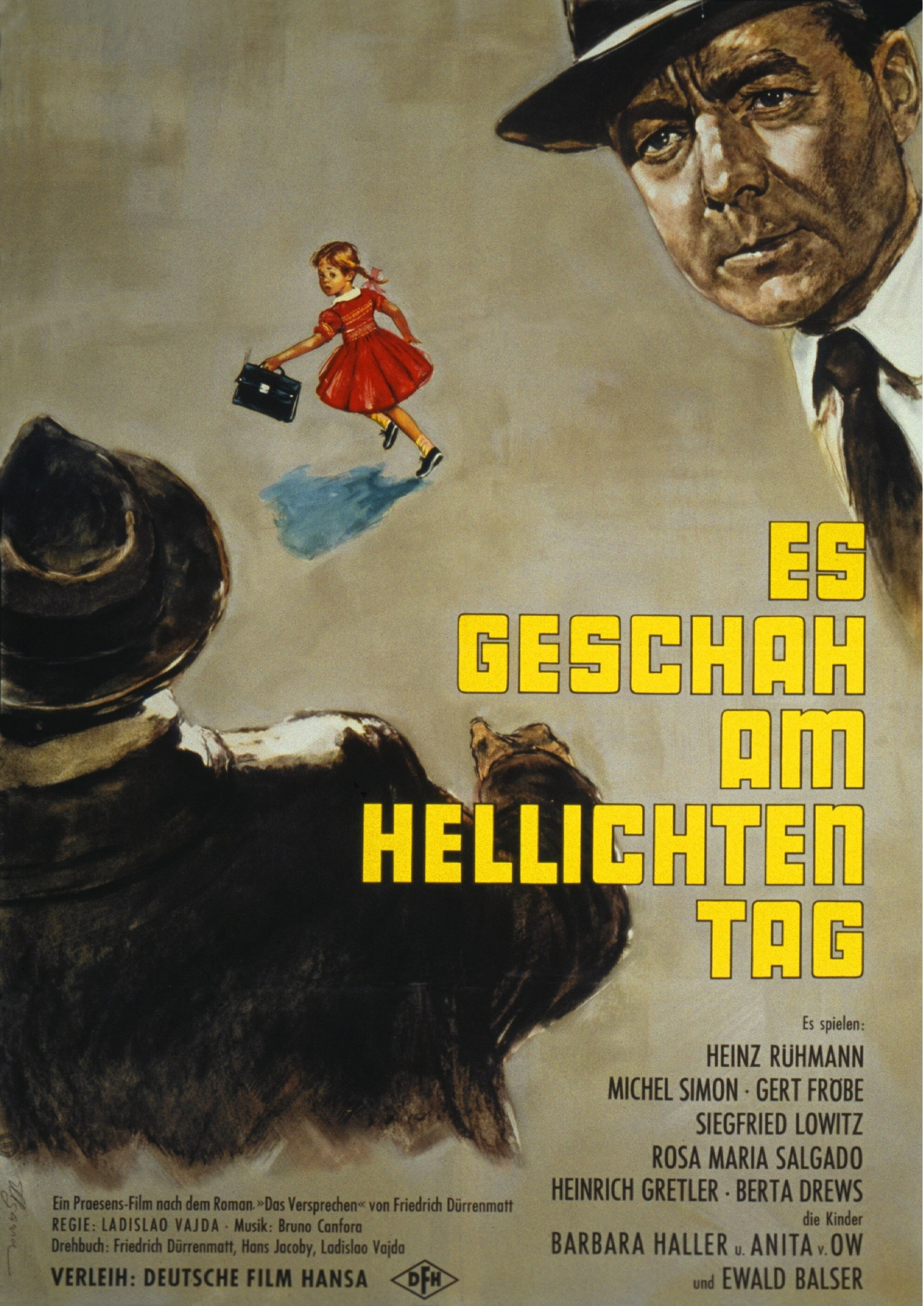
1959年版《诺言》封面

他的戏剧创作得到认可，决定成为专业作家时，他才将早期的短篇小说结集为《城市集》出版，其中包括名篇《隧道》和《狗》。《隧道》和《狗》都通过一个怪诞的故事，表现了一种人被它物所控制，茫然无力，不知前途为何的社会心理。小说语言简练，气氛压抑，有着很高的艺术技巧，被公认为世界短篇小说杰作。
1952年迪伦马特完成他的第一部犯罪小说《法官和他的劊子手》小说描写一个生命即将终结的老探长面对一个作恶多端却十分狡猾，无法在法律上加以控告的人，派出了自己的“刽子手”，除掉了对方，反映了法律的软弱无力。作品中的推理过程和心理暗示的使用，也使之成为推理小说的名著之一。中篇小说《抛锚》(1956)通过一次抛锚引发的一场游戏以及主人公的死亡探索了犯罪和道德问题，在题材处理和人物心理分析上，构思巧妙。

## 戏剧创作鼎盛期
1956年1月他的剧本《老妇还乡》上演，取得极大的成功，从此获得世界性声誉。剧本讲述一个成为亿万富翁的老妇在离别45年后重返故乡，为了害死使她17岁时沦为妓女的旧日情人伊尔，用金钱收买了全城居民，让伊尔在无尽的心理压力下死去。剧本揭露了金钱万能的现象，在艺术上采用了作者擅长的“悲喜剧”手法，戏剧效果强烈。《弗兰克五世》的首演失败再次打击了迪伦马特，他开始四处旅行，重新创作小说。
1958年他发表《诺言》副标题为“以犯罪小说形式写的安魂曲”，讲述一个主人公破案不成，最后证明主人公是对的，但他已经身败名裂，精神失常的故事，反映了主持正义者反被看成怪癖的令人震惊的社会现象。
1962年迪伦马特的《物理学家》首演，主人公是一个天才的物理学家，担心自己的发明被政治家利用去毁灭人类，便装疯躲进疯人院。西方和某“社会主义”国家的情报机关都派人装疯打进疯人院，企图窃取资料，主人公和另两个病友合力将情报人员铲除，当他们想松口气的时候，而以瑞士大资本家为后台的疯人院女院长却早已盗走了论文，而物理学家要永久在疯人院里呆下去。剧本和布莱希特的《伽利略传》类似，都提出了科学与政治关系的问题。但是和布莱希特要表达的科学早晚会胜利的思想不同，作家着重在科学家逃避政治的愿望只是一种空想，最后科学的反抗是软弱无力的。
1964年他接受苏联政府的邀请访问苏联，由于苏联政府认为迪伦马特在《老妇还乡》里批判了资本主义社会，所以很隆重的欢迎他。这一访问引起了争议，因为西方作家群多对苏联的邀请采取抵制的态度。1966年迪伦马特发表了《流星》描写一个著名作家一再死而复活的荒诞故事，曲折地反映了艺术家的精神危机。该剧收到了观众和评论家的欢迎，却引来了教会的反对。

## 晚年
1967年迪伦马特到莫斯科参加过第四次苏联作家代表大会，刚回到瑞士，就得知六日战争爆发了，他立即表示发表演《以色列存在的权利》支持以色列。1968年苏军入侵捷克斯洛伐克，他希望双方保持克制。1973年他的《伙伴》一剧上演遭受失败，这让他彻底心灰意冷，不再进行戏剧创作。
80年代之后迪伦马特宣布因身体原因，结束小说与戏剧创作，专心写自传。1990年迪伦马特作了两次著名的讲演，一是向瓦茨拉夫·哈维尔致敬的《瑞士,一座监狱？》另一是向戈尔巴乔夫致敬的《康德的希望》。他常比较亚伯拉罕诸教和马克思主义。1990年因心脏病去世，終年69歲。

## 主要作品

### 戏剧
- 《罗慕洛斯大帝》
- 《天使来到巴比伦》
- 《老妇还乡》
- 《物理学家》
- 《流星》

### 小说
- 《隧道》
- 《法官和他的劊子手》
- 《抛锚》
- 《诺言》